# Varpovče
Varpovče (nemško Arndorf) je naselje v Občini Teholica v Okraju Celovec-dežela na Koroškem v Avstriji.